# Dillon Day
Dillon Day (* 18. August 1970 in Ohio) ist ein US-amerikanischer Pornofilmdarsteller.

## Leben
Dillon Day begann seine Karriere zunächst als Schauspieler. Er zog aus dem mittleren Westen nach Kalifornien und wirkte in Pauly Shores Komödie Bud & Doyle: Total bio. Garantiert schädlich (1996) sowie im Fernsehfilm Widow’s Kiss (1994) mit.
Als großer Fan von Pornografie begann er kurz darauf als Pornodarsteller zu arbeiten. Innerhalb kürzester Zeit spielte er in einigen der größten und bekanntesten Pornoproduktionen mit, darunter Dark Angels (2000) von New Sensations, Euphoria (2001) und Falling from Grace (2002) von Wicked Pictures, Underworld und Watchers (2000) von Sin City sowie West Side von Video Team.
2002 stand er mit seinem Vater in Sin Citys Produktion Island Rain vor der Kamera, vermutlich der erste Pornofilm abseits des Amateur-Genres, bei der Vater und Sohn gemeinsam schauspielerten, jedoch nicht in der gleichen Szene. Sein Vater nannte sich Poppa Wad.
Neben seiner Arbeit als Darsteller war er auch Regisseur bei etwa 37 Filmen. Seine Pornokarriere beendete er 2018.

## Preise
2001 gewann er einen XRCO Award als Best New Stud und einen NightMoves Award als Best Actor/Male Performer (Editor's Choice). Für den AVN Award war er insgesamt 25 mal nominiert, ohne den Preis zu erhalten.
| Jahr | Preis            | Resultat  | Kategorie                                                                       | Film                       |
| ---- | ---------------- | --------- | ------------------------------------------------------------------------------- | -------------------------- |
| 2001 | AVN Award        | nominiert | Male Performer of the Year                                                      |                            |
| 2001 | AVN Award        | nominiert | Best Actor – Film                                                               | Watchers                   |
| 2001 | AVN Award        | nominiert | Best Actor – Video                                                              | Dark Angels                |
| 2001 | AVN Award        | nominiert | Best Supporting Actor – Film                                                    | Adrenaline                 |
| 2001 | AVN Award        | nominiert | Best Supporting Actor – Video                                                   | West Side                  |
| 2001 | AVN Award        | nominiert | Best Couples Sex Scene – Video (mit Lola)                                       | Chica Boom 3               |
| 2001 | AVN Award        | nominiert | Best Couples Sex Scene – Video (mit Midori)                                     | West Side                  |
| 2001 | AVN Award        | nominiert | Best Couples Sex Scene – Film (mit Dasha)                                       | Shakespeare Revealed       |
| 2001 | NightMoves Award | Gewonnen  | Best Actor/Male Performer (Editor's Choice)                                     |                            |
| 2001 | XRCO Award       | Gewonnen  | Best New Stud                                                                   |                            |
| 2002 | AVN Award        | nominiert | Male Performer of the Year                                                      |                            |
| 2002 | AVN Award        | nominiert | Best Actor – Film                                                               | Underworld                 |
| 2002 | AVN Award        | nominiert | Best Couples Sex Scene – Video (mit TJ Hart)                                    | Fast Cars & Tiki Bars      |
| 2003 | AVN Award        | nominiert | Male Performer of the Year                                                      |                            |
| 2003 | AVN Award        | nominiert | Best Actor – Film                                                               | Poison Angel               |
| 2003 | AVN Award        | nominiert | Best Anal Sex Scene – Video (mit Jewels Jade)                                   | Wildlife Anal Contest 2002 |
| 2003 | AVN Award        | nominiert | Best Sex Scene Coupling – Video (mit Hannah Harper)                             | Role Models 2              |
| 2003 | AVN Award        | nominiert | Best Group Sex Scene – Film (mit Dasha & Sharon Wild)                           | Take 5                     |
| 2003 | AVN Award        | nominiert | Best Group Sex Scene – Film (mit Dasha, Danny & Pat Myne)                       | Vision                     |
| 2003 | AVN Award        | nominiert | Best Group Sex Scene – Video (mit April, Violet Blue, Avy Scott & Randy Spears) | Heroin                     |
| 2003 | XRCO Award       | nominiert | Best Group Scene (mit April, Violet Blue, Avy Scott & Randy Spears)             | Heroin                     |
| 2004 | AVN Award        | nominiert | Best Actor – Video                                                              | Phoenix Rising 2           |
| 2004 | AVN Award        | nominiert | Best Supporting Actor – Film                                                    | Perfect                    |
| 2004 | AVN Award        | nominiert | Best Group Sex Scene – Film (mit Aurora Snow & John West)                       | Heaven                     |
| 2006 | AVN Award        | nominiert | Male Foreign Performer of the Year                                              |                            |
| 2006 | AVN Award        | nominiert | Best Actor – Video                                                              | Dark Angels 2: Bloodline   |
| 2006 | AVN Award        | nominiert | Best Sex Scene Coupling – Video (mit Dasha)                                     | Suck, Fuck, Swallow        |
| 2006 | XRCO Award       | nominiert | Best Single Performance – Actor                                                 | Dark Angels 2              |
| 2007 | AVN Award        | nominiert | Best POV Sex Scene (mit Stacy Silver)                                           | Chew on My Spew 3          |

## Privatleben
Dillon war mit der Pornodarstellerin Dasha verheiratet. Die beiden spielten gemeinsam in Highway 1 und 2. Gemeinsam wollten sie 2003 die Pornoindustrie verlassen, um Kinder zu bekommen. Das Paar trennte sich jedoch wieder. Er heiratete später die Pornodarstellerin Victoria Rush.

## Filmografie (Auswahl)
Als Darsteller
- 1999: Highway 1
- 1999: Ka$h
- 2000: Das Doppelleben der Jenny B. (Trick Baby)
- 2000: Dark Angels
- 2000: Highway 2
- 2000: Watchers
- 2000: Adrenaline
- 2000: West Side
- 2000: Chica Boom 3
- 2001: Nächte ohne Tabus (Underworld)
- 2001: Dekadente Träume (Decadent Dreams)
- 2001: Euphoria
- 2001: Jack & Jill – Heiße Spiele (Jack & Jill)
- 2001: Fast Cars & Tiki Bars
- 2002: Midnight Librarians
- 2002: Poison Angel
- 2002: Wildlife Anal Contest 2002
- 2002: Role Models 2
- 2002: Take 5
- 2002: Falling from Grace
- 2002: Hearts & Minds
- 2003: Vision
- 2003: Heroin
- 2003: Phoenix Rising 2
- 2003: Perfect
- 2003: Heaven
- 2005: Dark Angels 2: Bloodline
- 2009: Mafia Girl

Als Regisseur
- 2000: Cyborgasm
- 2004–2005: Ass Crackin' 1–7
- 2005: Cum Inside 1–4
- 2005: Pamela Principle
- 2005: Bubblecum 3
- 2005: Assume the Position 2–5
- 2005–2007: Chew on My Spew 3–5
- 2005–2008: Fucking Beautiful 1–8
- 2006: Fuckdoll Sandwich 4
- 2006: Dude Your Girlfriend Is in a Porno 1–4
- 2006: Slightly Older Sluts
- 2006: Double the Fun
- 2010: Gidget the Monster Midget